# Poema: Cidade
Poema: Cidade é um curta-metragem de 1986 em 35mm, dirigido por Tata Amaral e Francisco Cesar Filho.

## Sinopse
Poema: Cidade é um enquadramento da obra do poeta concreto Augusto de Campos. O filme traduz a comunicação rápida e fragmentada do homem urbano moderno através de seus sentidos imediatos de captação: ver/ouvir. O filme conta também com a participação dos músicos John Cage e Cid Campos, dos poetas Haroldo de Campos e Décio Pignatari, do crítico J. Jota de Moraes, do dançarino Merce Cunningham, além de obras do artista plástico Fiaminghi.

## Músicas
- Ionisation: Edgar Varèse com Collumbia Symphony Orchestra
- Quarteto Opus 22: Anton Webern com Música Viva Pragensis
- É Proibido Proibir: Caetano Veloso com Caetano Veloso e Os Mutantes
- HPSCHD: John Cage e Lejaren Hiller com a Visher, Neely Bruce & D Tudor
- Desafinado: Tom Jobim e Newton Mendonça com João Gilberto
- Music for Marcel Duchamp: John Cage com Jeanne Kirstein
- Muyoce: John Cage e James Joyce com John Cage
- Pulsar: Caetano Veloso & Augusto de Campos com Caetano Veloso

## Imagens de arquivo
- Fábrica do Som/Especial Augusto de Campos - 1983

Direção: Pedro Vieira
Realização RTC/SP
- John Cage no Teatro de Cultura Artística

Realização RTC/SP
- Festival dos Festivais - 1985

Realização Rede Globo
- Good Morning, Mr. Orwell - 1984

Coordenação de Nam June Paik

## Participação em festivais
- III Festrio - Rio de Janeiro/1986
- XV Jornada de Cinema da Bahia - Salvador/1986

## Premiações
- Melhor Filme - Guarnicê 1987[1]
- Melhor Som - Rio Cine 1986[1]

- Melhor filme- 10ª Semana de Cinema e Vídeo do Maranhão/1987
- Melhor som- 15ª Jornada de Cinema da Bahia-Salvador/1986